# Idealni plin
Idealni plin je takav plin čije čestice (atomi ili molekule) imaju ukupno zanemarljivo malen vlastiti obujam. Također, između njih ne postoje međumolekularne Van der Waalsove sile, pa se idealni plin ne može prevesti u tekuće ili čvrsto stanje. Idealni plin je teorijski koncept, a realni plinovi mu se približavaju tek pri niskim tlakovima i visokim temperaturama. Idealni plin se ponaša prema jednadžbi stanja idealnog plina i statističkoj mehanici. 
Kod standardnog tlaka i temperature, većina realnih plinova ponaša se kao idealni plin. Većina plinova, kao što su zrak, dušik, kisik, vodik, plemeniti plinovi, pa i neki teži plinovi, kao što je ugljikov dioksid, mogu se tumačiti kao idealni plinovi, unutar razumnih odstupanja. Uglavnom, plin se ponaša više kao idealni plin kod viših temperatura i manjih gustoća (manjih tlakova), kada mehanički rad koji vrše međumolekularne sile postaje manje značajan u usporedbi s kinetičkom energijom čestica i veličina čestica je manje značajna u usporedbi s praznim prostorom između njih. 
Model idealnog plina značajno odstupa od realnog plina kod niskih temperatura i viših tlakova, kada međumolekularne sile i veličina molekula dolazi do izražaja. To se posebno odnosi na teže plinove, vodenu paru i freone. U nekim slučajevima, kod niskih temperatura i viših tlakova, realni plinovi mijenjaju agregatno stanje, pretvaraju se u tekućine ili krute tvari. Model idealnih plinova ne dozvoljava promjene agregatnih stanja. U tom slučaju se trebaju koristiti složenije jednadžbe stanja. 
Modeli idealnih plinova su se istraživali u Newtonovoj dinamici i kinetičkoj teoriji plinova, kao i u kvantnoj mehanici. Ponekad se modeli idealnih plinova koriste za ponašanje elektrona u metalima, a to je i jedan od najvažnijih modela u statističkoj mehanici.

## Vrste idealnih plinova
Postoje 3 osnovne vrste idealnih plinova:
- klasični Maxwell-Boltzmannov idealni plin
- idealni kvantni Boseov plin, koji se sastoji od bozona
- idealni kvantni Fermijev plin, koji se sastoji od fermiona

Klasični idealni plin se može podijeliti u dvije vrste: klasični termodinamički idealni plin i idealni kvantni Boltzmannov plin. U biti obje vrste su jednake, osim što se klasični termodinamički idealni plin zasniva na klasičnoj statističkoj mehanici i nekim termodinamičkim parametrima, kao što je entropija. Idealni kvantni Boltzmannov plin prelazi ta ograničenja, uzimajući granice idealnog kvantnog Boseovog plina i idealnog kvantnog Fermijevog plina, u granicama visokih temperatura, da bi se odredile dodatne konstante. Idealni kvantni Boltzmannov plin se razlikuje samo po konstantama. Rezultati jednadžbe idealnog kvantnog Boltzmannovog plina koriste se u dosta slučajeva, uključujući Sackur-Tetrode jednadžbu za entropiju idealnog plina i Saha ionizacijsku jednadžbu za slabo ioniziranu plazmu. 

### Klasični termodinamički idealni plin
Termodinamička svojstva idealnog plina mogu se opisati dvjema jednadžbama, jednadžbom stanja idealnog plina:
{\displaystyle PV=nRT\,}
i unutarnjom energijom idealnog plina, koja iznosi:
{\displaystyle U={\hat {c}}_{V}nRT}
gdje su:
- P - tlak
- V - obujam
- n –množina tvari plina (u molovima)
- R - plinska konstanta  (8,314 J·K−1mol-1)
- T – apsolutna temperatura (K)
- U - unutarnja energija
- {\displaystyle {\hat {c}}_{V}} - bezdimenzionalni specifični toplinski kapacitet kod konstantnog obujma, ≈ 3/2 za jednoatomne plinove, 5/2 za dvoatomne plinove i 3 za složenije molekule.

Množina tvari plina u J·K−1 je {\displaystyle nR=Nk_{B}} gdje je:
- N – količina plinskih čestica
- {\displaystyle k_{B}} - Boltzmannova konstanta (1,381×10−23J·K−1).

Vjerojatnost rasporeda čestica po brzinama ili energijama predstavlja se Boltzmannovom distribucijom.

## Toplinski kapacitet
Toplinski kapacitet kod konstantnog obujma za nR = 1 J·K−1 bilo kojeg plina, uključujući i idealni plin je:
{\displaystyle \left({\frac {\partial U}{\partial T}}\right)_{V}={\hat {c}}_{V}.}
to je bezdimenzionalni specifični toplinski kapacitet kod konstantnog obujma, koji je uglavnom funkcija temperature. Za srednje temperature, za jednoatomske plinove ta je konstanta {\displaystyle {\hat {c}}_{V}=3/2}, dok je za dvoatomne plinove {\displaystyle {\hat {c}}_{V}=5/2}.
Toplinski kapacitet kod konstantnog tlaka za 1 J/K idealnog plina je:
{\displaystyle {\hat {c}}_{p}=\left({\frac {\partial H}{\partial T}}\right)_{p}={\hat {c}}_{V}+1}
gdje je: {\displaystyle H=U+pV} - entalpija plina.

## Brzina zvuka
Brzina zvuka za idealni plin iznosi:
{\displaystyle c_{sound}={\sqrt {\frac {\gamma RT}{M}}}}
gdje je:
{\displaystyle \gamma \,} - adijabatski index ili odnos toplinskih kapaciteta Cp/Cv = cp/cv
{\displaystyle R\,} - univerzalna plinska konstanta
{\displaystyle T\,} - temperatura
{\displaystyle M\,} - molarna masa plina